# Дейвид Карнеги
Дейвид Уинфорд Карнеги (на английски: David Wynford Carnegie) е английски златотърсач и изследовател на Австралия.

## Ранни години (1871 – 1894)
Роден е на 23 март 1871 година в Лондон, Англия, най-малкото дете в семейството на Джеймс Карнеги. Два пъти започва и двата пъти не завършва колежи в Англия. Известно време практикува като частен учител. През 1892 заминава за Цейлон и се хваща на работа в чаена плантация, но след няколко месеца напуска и през септември същата година пристига в Австралия. След пристигането си в Западна Австралия веднага заминава за Калгоорли и Кулгарди, където малко преди това са открити златни залежи. Там освен със златотърсачество се занимава с организирането и провеждането на няколко малки експедиции в близките райони.

## Експедиционна дейност (1894 – 1897)
В края на 1893 приятелят му Пърси Дъглас е назначен за директор на нова минна компания, който започва да осигурява необходимите му средства за нови експедиции. През март 1894 предприема първата си сериозна експедиция, която продължава три месеца и изминава над 850 мили. Тръгва от Калгоорли на изток като изминава 150 мили, завива на север до планината Шентън и оттам по съвършено неизследвана територия се завръща в Калгоорли.
През ноември същата година предприема второ пътуване, но този път в северна посока. Втората му експедиция е много по-плодотворна от първата, като открива няколко находища на злато, които са обещаващи и които в следващите няколко години след разработването им му носят значителни постъпления.
През 1895 посещава родината си, след което отново се завръща в Австралия и с натрупаните средства организира нова голяма експедиция за търсене на нови златоносни находища и земи, благоприятни за развиване на животновъдство. Експедицията потегля на 9 юли 1896 от Кулгарди на север. От края на юли до септември пресича Голямата пясъчна пустиня от Дойлс Уелс до река Стърт Крийк. На обратния път минава покрай езерото Макдонълд (23°35′ ю. ш. 128°50′ и. д. / 23.583333° ю. ш. 128.833333° и. д.) и на 6 ноември достига до залива Крийк, като пътуването продължава 149 дни и са изминати 1413 мили (2274 км). Първоначално е предвидено експедицията да завърши в залива Крийк, но поради ненамирането на златоносни находища и благоприятни земи за животновъдство, Карнеги решава да я продължи до Кулгарди. На 22 март 1897 тръгва от залива на изток, след това на югоизток и накрая на юг и през август се завръща в Кулгарди без да постигне целите си.

## Следващи години (1897 – 1900)
Малко след приключването на експедицията Карнеги продава цялото си имуществo и заминава за Англия. Там написва и издава книга за преживяванията си в Западна Австралия. За извършените географски открития по време на експедицията си е награден с медал от Кралското географско дружество. Започва подготовка за трансафриканска експедиция от Кейптаун до Кайро, но не намира спонсори и пътешествието се проваля.
През декември 1899 е назначен като служител в британската колониалната администрация в Нигерия и през януари 1900 започва работа. На 27 ноември 1900 ръководи група за залавяне на бежанци, но в завързалата се престрелка е смъртоносно ранен и умира едва на 29-годишна възраст.

## Памет
Неговото име носят:
- връх Карнеги (27°32′ ю. ш. 121°31′ и. д. / 27.533333° ю. ш. 121.516667° и. д.) в щата Западна Австралия, Австралия;
- езеро Карнеги (26°14′ ю. ш. 122°31′ и. д. / 26.233333° ю. ш. 122.516667° и. д.) в щата Западна Австралия, Австралия;
- селище Карнеги (25°48′ ю. ш. 122°58′ и. д. / 25.8° ю. ш. 122.966667° и. д.) в щата Западна Австралия, Австралия;
- хребет Карнеги (24°35′ ю. ш. 128°00′ и. д. / 24.583333° ю. ш. 128° и. д.) в щата Западна Австралия, Австралия.